# Zonotrichia leucophrys
Zonotrichia leucophrys là một loài chim trong họ Emberizidae.